# Citroën-Kegresse B2 10CV
Citroën-Kegresse B2 10CV – francuski samochód osobowy marki Citroën opracowany w 1928 roku z wykorzystaniem francuskich podwozi M27.

## Opis
Miał masę około 2,3 tony i rozwijał prędkość do 25 km/h.
W latach 1924–1925 Wojsko Polskie zakupiło 108 podwozi tego samochodu z mechanizmem Kegresse P4T, następnie zwiększono tę liczbę do 135. Zdecydowano, że 90 sztuk podwozi zostanie użytych do budowy samochodu pancernego wz. 28, natomiast resztę do budowy ciężarówek oraz pojazdów specjalnych. Została też kupiona niewielka liczba gotowych samochodów osobowych, oraz specjalnych służących do przewożenia reflektorów przeciwlotniczych i generatorów prądotwórczych.